# Битва при Мессені (1914)
Битва при Мессені (1914) (англ. Battle of Messines (1914); фр. Bataille de Messines (1914); нім. Schlacht von La Bassée) — битва, що точилася 12 жовтня —2 листопада 1914 року між британсько-французькими та німецькими військами в ході, так званого «бігу до моря» на Західному фронті, за часів Першої світової війни, коли обидві сторони у серії зустрічних боїв намагалися обійти північний фланг свого супротивника й ударити з тилу. Після перемоги у вирішальній битві на Марні союзне командування вирішило перемістити сили Британського експедиційного корпусу назад на північ до Фландрії, щоб скоротити його лінії постачання, які розтягнулися від портів Ла-Маншу. Основні події битви при Мессені розгорнулися між річкою Дув і каналом Іпр-Комін і вона одночасно відбувалася разом з битвами при Армантьєрі південніше та першою при Іпрі північніше за неї.

## Історія
На момент початку битви сер Джон Френч вважав, що перед силами його експедиційного корпусу стоять лише слабкі німецькі сили, і тому планував загальний наступ на північний схід від Лілля. Кавалерійський корпус повинен був прикривати лівий фланг наступу III корпусу і з'єднатися з військами, які вже зайняли позиції навколо Іпра.
12 жовтня битва офіційно почалася, коли британський кавалерійський корпус вирушив вперед, щоб звільнити місце для наступу III корпусу. Але, несподівано для британців, їхня кавалерія наразились на німецькі війська, що осідлали висоти Мон-де-Кат і Флетр і захопили Мон-де-Кат. Однак британці продовжили наступ 13 жовтня, внаслідок чого німці були змушені відступити зі своїх передових позицій під Армантьєрі.
14 жовтня 6-та німецька армія дістала наказ стати в глуху оборону перед наступом кавалерійського корпусу, тоді як 4-та армія розпочала наступ проти лінії союзників, що розтягнулася від Меніна до узбережжя. Того ж дня кавалерійський корпус, що наступав із заходу, зустрівся з 3-ю кавалерійською дивізією південніше Іпру, закривши останню прогалину в бойових порядках союзників.
Британський кавалерійський корпус наступав протягом наступних кількох днів, поки в ніч з 17 на 18 жовтня не вийшов на рубіж, який його частини утримували до 30-31 жовтня. Ця лінія пролягала на північний схід від Мессени до Голлебеке. Протягом більшої частини цього періоду британцям протистояли шість кавалерійських дивізій, у яких не вистачало важкої артилерії та боєприпасів. Кавалерійський корпус був посилений 22-23 жовтня бригадою Ферозепор Лахорської дивізії, 1/ Коннотськими рейнджерами та 57-ю стрілецькою бригадою Уайльда.
Основний етап битви розігрався 30-31 жовтня під час битви при Гелувельті. Це почалося з наступом німецької групи армій «Фабек» на Гелувельт і Мессен. 30 жовтня кавалерійський корпус був витіснений з Голлебеке, на північ від лінії, хоча атака на Мессін не вдалася. Головна лінія оборони союзників була змушена відступити за Мессенський хребет.
31 жовтня відбулося ключове зіткнення в Гелувельті. Крім того, німці захопили частину Мессени та відкинули лінію оборони кавалерійського корпусу ще далі. До кінця дня британська лінія була посилена французькими військами. Попри це, наступ німців тривав ще кілька днів, унаслідок чого 1 листопада союзники поступилися Мессеном, і в боях після офіційного завершення битви Мессінський хребет був втрачений, але сама лінія оборони дивом втрималася.